# Slam Stewart
Slam Stewart, (Englewood, 1914. szeptember 21. – Binghamton, 1987. december 10.) amerikai nagybőgős. Stewart kezdetben hegedűs volt, aztán húszévesen bőgőzni kezdett. Képes volt lehajolva nagybőgőzni és ugyanakkor vagy dúdolni hozzá, vagy egy oktávval magasabban hangon énekelni.

## Pályafutása
Stewart a New Jersey állambeli Englewoodban született. A Dwight Morrow High Schoolon tanulva kezdett nagybőgőzni. Amikor a Bostoni Konzervatóriumon meghallotta, hogy Ray Perry a hegedűjével együtt énekel. Ez adta az ötletet, hogy kövesse példáját. 1937-ben Stewart Slim Gaillard énekessel megalapította a Slim and Slam nevű dzsesszduót. Legnagyobb slágerük a „Flat Foot Floogie” volt 1938-ban.
Stewart az 1940-es években rendszeres dolgozott Lester Young, Fats Waller, Coleman Hawkins, Erroll Garner, Art Tatum, Johnny Guarnieri, Red Norvo, Don Byas, Benny Goodman és Beryl Booker mellett. Az egyik leghíresebb koncertjére 1945-ben került sor, amikor Stewart Dizzy Gillespie zenekarával játszott − amelyben Charlie Parker is szerepelt. Ekkor született a bebop néhány klasszikusa, mint például a „Groovin' High” és a „Dizzy Atmosphere”.
Leroy Eliot Stewart tanított New York-i Binghamton University-n és a Yale University-n Connecticutban. Pangásos szívelégtelenségben halt meg 73 évesen Binghamtonban.

## Stúdióalbumok
- Slam Stewart (1946)
- Slam Bam (1971)
- Slamboree (1972)
- Fish Scales (1975)
- Two Big Mice (1977)
- Dialogue (1978)
- Shut Yo' Mouth! (1981)
- The Cats Are Swingin' (1987)

## Filmek
- Hellzapoppin' (1941)
- Almost Married (1942)
- Boy! What a Girl! (1947)